# 40995 Mühleis
40995 Mühleis è un asteroide della fascia principale interna. Scoperto nel 1999, presenta un'orbita caratterizzata da un semiasse maggiore pari a 2,480255 UA e da un'eccentricità di 0,155218, inclinata di 8,359940° rispetto all'eclittica. Ha un diametro di 2,603 km e un'albedo di 0,137.